# Edwardsiella hoshinae
Edwardsiella hoshinae es una especie de  bacteria gramnegativa del género Edwardsiella. Fue descrita en el año 1980. Su etimología hace referencia al bacteriólogo japonés Toshikazu Hoshina. Es anaerobia facultativa, móvil por flagelación perítrica. Se ha aislado de pájaros, peces, reptiles y agua.
En un caso se ha aislado de heces humanas y de heces de gecko (Hemidactylus frenatus). Aun así, por el momento no se ha asociado a enfermedades en humanos.
Es sensible a los β-lactámicos. Resistente a clindamicina y muchas cepas a tetraciclina.